# Radiocasset

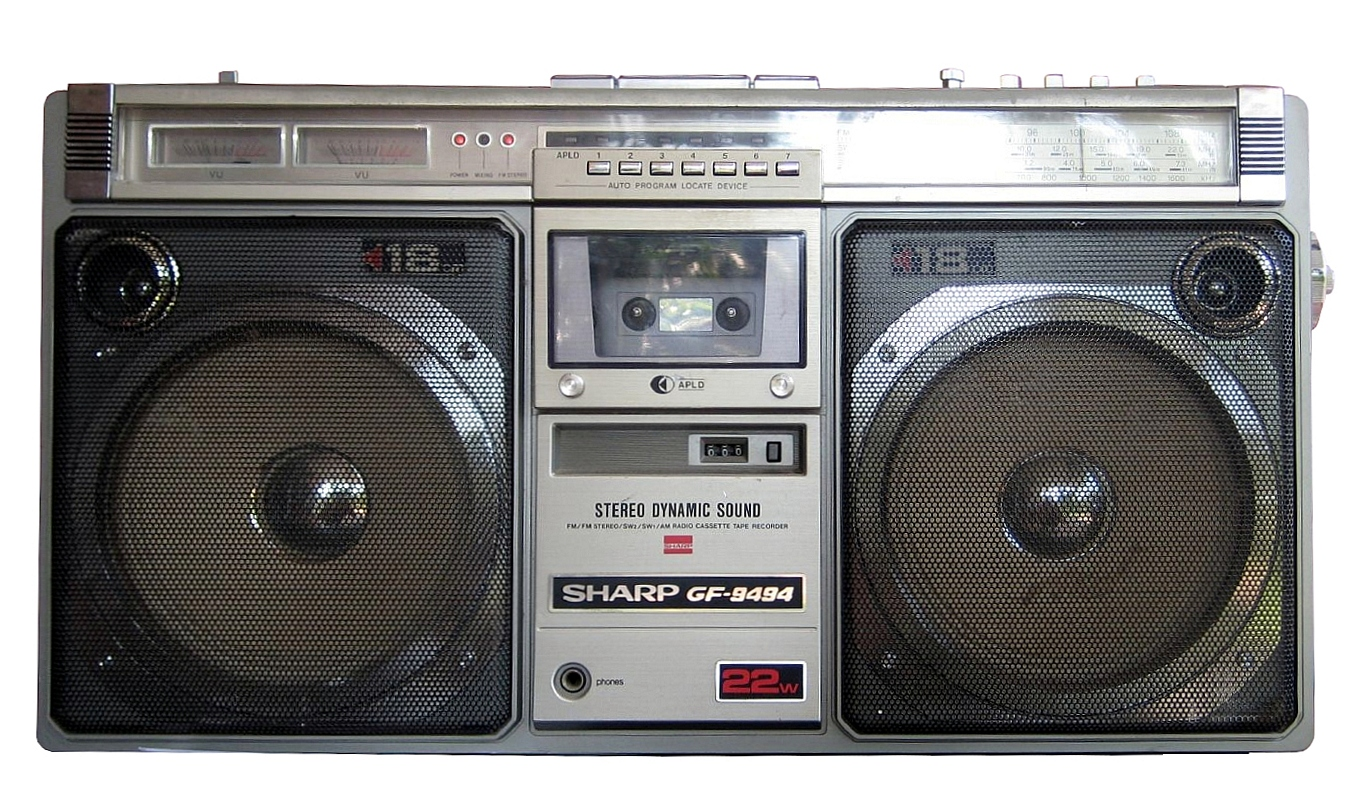
Imatge d'un radiocasset.

Un radiocasset és un aparell electrònic d'àudio portàtil que consta d'una ràdio i un casset. Així doncs, permet escoltar les programacions de la ràdio, però també reproduir música gravada en cassets i actualment en CD's o memòries USB.
A part d'això, existeixen radiocassets equipats amb doble platina, és a dir, que poden duplicar domèsticament un casset d'àudio.
En països com Xile, Cuba, Perú i l'Equador, la paraula "radiocasset" es substitueix per "radiocaseteras". En altres països, s'utilitzen termes com boombox, boom-box, radiograbadora o radiograbador. A Mèxic, se li diu grabadora.

## Història
Els primers reproductors de radiocassets van ser introduïts a la dècada del 1960 com una alternativa del tocadiscs portàtil, que era pesat i necessitava una font d'alimentació elèctrica. Tot i això, en un principi no va aconseguir-se la popularitat que s'esperava perquè la reducció de la mida de les cintes de casset va reduir la qualitat. Així doncs, en tenir tan poca demanda, els àlbums musicals sortien en casset només després d'haver-se llançat en vinil.
Amb la millora de la qualitat de la cinta, la venta es va disparar. Es podien enregistrar cançons, però de manera limitada ja que hi havia poques pistes. Va ser llavors quan van incorporar també l'opció d'escoltar la ràdio mitjançant el que anomenem radiocassets. A més, aquest aparell es va començar a associar amb la cultura del break dance i del hip hop als anys 80.
Més endavant, veient l'èxit del radiocasset, es van crear uns nous cassets metàlics que permetien la prologanció del registre i una captació major de sons amb més qualitat.
A la dècada dels 80 va arribar l'era dels walkman, petits reproductors de cintes de casset que es podien escoltar en qualsevol moment i lloc. També incloïen l'opció d'escoltar la ràdio, cosa que va fomentar a que arribés a tenir una gran popularitat entre els joves. A part d'això, als cotxes es van introduir reproductors de cassets. Amb la facilitat de transport, altres cultures urbanes van utilitzar-los com part del seu estil, per exemple en pràctiques de ball popular i assajos de ballet.
A finals dels 90, l'ús dels CD i dels MP3 va desplaçar el radiocasset, que no podien reproduir aquest nou format. La seva producció va disminuir fins 2012, quan van deixar de produir-se. No obstant això, va tardar més en desaparèixer dels cotxes.
Avui dia, el radiocasset es considera un objecte de col·lecció i el seu valor ha augmentat en els últims anys degut a la seva raresa.
Una nova generació de reproductors de cassets analògics i música digital, ha sorgit des de diverses empreses en 2018.

## Disseny
Un radiocasset, en la seva forma més bàsica, està format per dos o més altaveus, un amplificador, un sintonitzador de ràdio, i una unitat de reproducció de cassets o CD, tot allotjat en una única caixa de plàstic o metall amb una nansa per a la portabilitat. La majoria d'aquestes unitats es poden alimentar amb cables de corrent altern o continu, o amb bateries.
A mesura que els radiocassets portàtils van guanyar popularitat, també es van fer més complexes en el seu disseny i funcionalitat. Cap a mitjans de la dècada de 1980, molts radiocassets portàtils incloïen altaveus separats per a les freqüències altes i baixes, i una segona unitat de cassets per permetre la gravació tant de la ràdio com d'altres cintes pregravades. Els equalitzadors, ajustadors de balanç, reducció de soroll Dolby i indicadors lluminosos LED de so van ser altres aspectes afegits posteriorment.
Als 80s, els radiocassets portàtils van començar a ser un símbol d'estatus; la seva popularitat entre els joves urbanites va generar una demanda creixent de models extravagants. L'augment de popularitat del disc compacte (CD) a finals de la dècada va portar a la introducció del reproductor de CD en el disseny estàndard del radiocasset. Durant la dècada de 1990, els fabricants de radiocassets van començar a dissenyar models més petits i compactes, sovint fets de plàstic en lloc de metall com els seus equivalents de la dècada anterior.
L'estètica rectangular, angular i cromada de molts models dels anys vuitanta va ser sovint substituïda per plàstic negre en la dècada de 1990, i avui en dia els dissenys es caracteritzen normalment per una aparença arrodonida i corbada en lloc d'angles aguts. No obstant això, els dissenys dels models més antics són font d'un gran interès entre els aficionats i col·leccionistes de radiocassets, que sovint busquen els models més grans i complets que representaven l'última tecnologia de música portàtil en el seu dia. Avui en dia, la majoria dels radiocassets han substituït el reproductor de casset amb ports per a l'iPod per així poder accedir a la tecnologia MP3, i algunss fins i tot venen amb sintonitzadors de ràdio per satèl·lit integrats o removibles.
Els dissenys dels radiocassets varien enormement en grandària. Les unitats més grans i potents poden requerir 10 o més bateries de tipus D, poden mesurar més de 760 mil·límetres d'amplada i pesar més de 12 quilograms. Alguns utilitzen una bateria de plom-àcid de 12 volts, o poden ser una caixa portàtil per a una unitat d'àudio per a cotxes.
La qualitat d'àudio i les característiques varien àmpliament, amb models d'alta gamma oferint funcions i qualitat de so comparables a alguns sistemes estereofònics domèstics. La majoria dels models ofereixen controls de volum, to i balanç (esquerra/dreta).
La majoria de les marques eren fabricades al Japó per empreses d'electrònica de consum com Aiwa, Sanyo, Hitachi, JVC, Panasonic, Sharp, Sony i Toshiba. Les marques europees inclouen Philips o Grundig. Alguns radiocassets també es fabricaven a l'Europa de l'Est, especialment a l'antiga Unió Soviètica (Vega, Oreanda i VEF), Alemanya Oriental (RFT), Hongria (Orion i Videoton) i Romania (Stereo Spatial RC). Tot i que la seva qualitat era inferior, algunss d'aquestes es van exportar a l'Occident com a productes econòmics, de descompte o de baix cost.
Models més sofisticats podrien incloure dos reproductors de casset (sovint amb doblatge d'alta velocitat, o fins i tot mecànica de casset amb servomotor controlada digitalment), controls separats de nivell de baixos i aguts, equalitzadors gràfics de cinc o deu bandes, reducció de soroll Dolby, indicadors de nivell de so analògics o amb LED (VU), altaveus més grans, controls dels reproductors de cassets amb tacte suau, recepció de múltiples bandes d'ona curta amb sintonia fina, sintonitzador digital amb PLL (llaç de seguiment de fase) automàtic per a la recerca de cançons de cassets, entrades i sortides de línia i/o fono, entrades de micròfon, interruptors de sonoritat, altaveus desmuntables i comandament remot infraroig de funcions completes. Uns quants models fins i tot incorporaven un tocadiscs integrat, un reproductor de cintes de vuit pistes, un gravador/reproductor de minidiscs, o una pantalla de televisió (normalment en blanc i negre), tot i que els models bàsics de ràdio i casset han estat històricament els més populars.

## Etimologia
La paraula radiocasset té el seu origen en el mot francès cassette, que es un terme que es refereix a la "caixeta magnètica per al registre i reproducció del so, o, en informàtica, per a l'emmagatzematge i lectura de la informació digitalitzada".